# Kanton Vendôme-1
Der Kanton Vendôme-1 war von 1982 bis 2015 ein französischer Wahlkreis im Arrondissement Vendôme, im Département du Loir-et-Cher und in der Region Centre-Val de Loire; sein Hauptort war Vendôme.

## Gemeinden
Der Kanton umfasst einen Teil der Stadt Vendôme und fünf weitere Gemeinden. Die nachfolgenden Einwohnerzahlen sind jeweils die gesamten Einwohnerzahlen der Gemeinden. 
| Gemeinde          | Einwohner Jahr | Fläche km² | Bevölkerungsdichte | Postleitzahl | Code INSEE |
| ----------------- | -------------- | ---------- | ------------------ | ------------ | ---------- |
| Azé               | 1092 (2013)    | –          | – Einw./km²        | 41100        | 41010      |
| Mazangé           | 910 (2013)     | –          | – Einw./km²        | 41100        | 41131      |
| Naveil            | 2217 (2013)    | –          | – Einw./km²        | 41100        | 41158      |
| Thoré-la-Rochette | 877 (2013)     | –          | – Einw./km²        | 41100        | 41259      |
| Vendôme           | 17121 (2013)   | –          | – Einw./km²        | 41100        | 41269      |
| Villiers-sur-Loir | 1153 (2013)    | –          | – Einw./km²        | 41100        | 41294      |